# Gerard Plessers
Gerard Plessers (* 30. března 1959, Overpelt, Belgie) je bývalý belgický fotbalový obránce a reprezentant.
Účastník EURA 1980 a Mistrovství světa 1982.
Mimo Belgie hrál v Západním Německu.

## Klubová kariéra
- Standard Liège 1975–1984
- Hamburger SV 1984–1988
- KRC Genk 1988–1989
- KV Kortrijk 1989–1992
- KVV Overpelt Fabriek 1992–1995

## Reprezentační kariéra
V belgickém reprezentačním A-mužstvu debutoval 19. 12. 1979 v kvalifikačním utkání v Glasgowě proti domácímu týmu Skotska (výhra 3:1).
S reprezentací se zúčastnil jako náhradník Mistrovství Evropy v roce 1980 v Itálii, kde Belgie obsadila po prohře 1:2 se Západním Německem druhé místo.
Byl i na Mistrovství světa 1982 ve Španělsku, kde odehrál 2 zápasy.
Celkem odehrál v letech 1979–1985 za belgický národní tým 12 zápasů a vstřelil 1 branku (jiný zdroj uvádí 13 zápasů/1 branka).